# Segurança energética

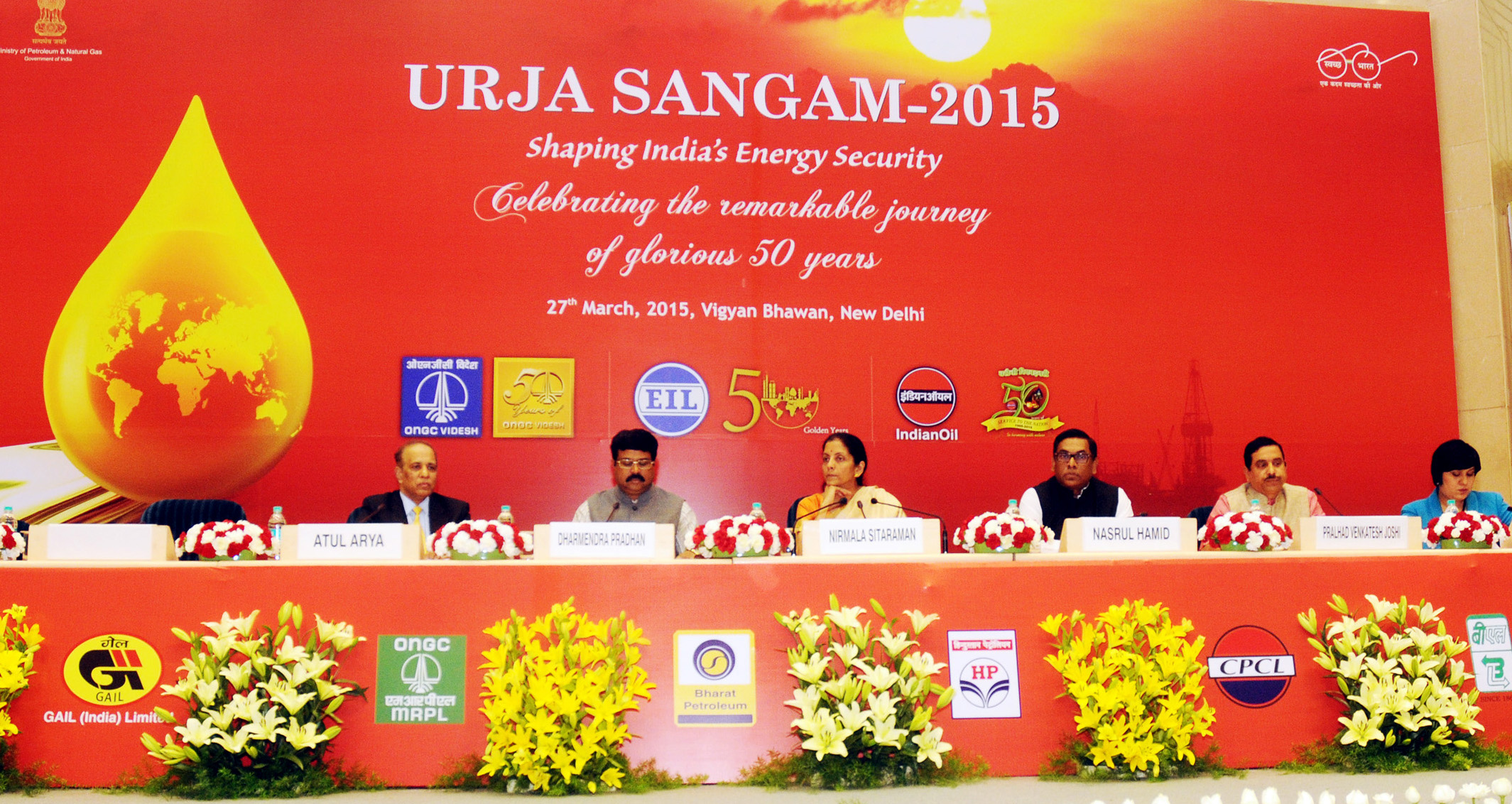
Seminário sobre segurança energética em Nova Délhi, Índia, em 2015.

A segurança energética é a associação entre a segurança nacional e a disponibilidade de recursos naturais para consumo de energia. O acesso a energia (relativamente) barata tornou-se essencial para o funcionamento das economias modernas. No entanto, a distribuição desigual do abastecimento de energia entre os países conduz a vulnerabilidades significativas. As relações energéticas entre as nações contribuíram para a globalização, o que pode permitir tanto — dependendo do contexto e dos intervenientes — a segurança energética como a vulnerabilidade energética.
As energias renováveis, a eficiência energética e as medidas de transição energética podem ocorrer em grandes áreas geográficas, ao contrário de outras fontes de energia que estão concentradas num número limitado de países. A rápida implantação de energias renováveis e da eficiência energética, aliada à diversificação tecnológica das fontes de energia, resulta numa melhor segurança energética e apresenta benefícios econômicos significativos.

## Ameaças
O mundo moderno depende de um vasto abastecimento de energia para abastecer tudo, desde transportes e comunicações até serviços de segurança e sistemas de saúde. O especialista em pico do petróleo Michael Ruppert afirma que para cada caloria de alimentos produzidos no mundo industrial, dez calorias de energia de petróleo e gás são investidas na forma de fertilizantes, pesticidas, embalagens, transporte e operação de equipamento agrícola. A energia desempenha um papel importante na segurança nacional de um determinado país como combustível para alimentar o motor econômico. Alguns setores dependem mais da energia do que outros: por exemplo, o Departamento de Defesa dos Estados Unidos depende do petróleo para aproximadamente 77% das suas necessidades energéticas. As ameaças à segurança energética incluem a instabilidade política em vários países produtores de energia, a manipulação do abastecimento de energia (especialmente por parte de países estrangeiros no que diz respeito ao petróleo), a concorrência pelas fontes de energia e os ataques ao abastecimento de infraestruturas. Acidentes, desastres naturais ou terrorismo também podem ter responsabilidade.
O fornecimento estrangeiro de petróleo é vulnerável a perturbações artificiais devido a conflitos internos, interesses dos exportadores e intervenientes não estatais que visam o fornecimento e transporte de recursos petrolíferos. A instabilidade política e econômica causada pela guerra ou por outros fatores, como greves, também pode impedir o funcionamento adequado da indústria energética num país fornecedor. Por exemplo, a nacionalização do petróleo na Venezuela na década de 2000, desencadeou greves e protestos, após os quais as taxas de produção petrolífera do país diminuíram acentuadamente durante anos.. 
Os exportadores também podem ter incentivos políticos ou econômicos para limitar as suas vendas no estrangeiro ou perturbar a cadeia de abastecimento. Desde a nacionalização do petróleo na Venezuela, o líder antiamericano, anti-imperialista e anticapitalista Hugo Chávez, ameaçou mais de uma vez em cortar o fornecimento aos Estados Unidos. O embargo petrolífero de 1973 contra os Estados Unidos é um exemplo histórico em que o fornecimento de petróleo dos Estados Unidos foi cortado, devido ao apoio americano a Israel durante a Guerra do Yom Kippur.
Também é possível exercer pressão durante as negociações económicas, como durante o conflito energético entre a Rússia e a Bielorrússia em 2007. Os ataques terroristas contra instalações petrolíferas, oleodutos, petroleiros, refinarias e campos petrolíferos são tão comuns que são qualificados como "riscos industriais". A infraestrutura de produção de recursos é, portanto, extremamente vulnerável à sabotagem. Um dos piores riscos para o transporte de petróleo é a exposição de cinco pontos de estrangulamento oceânicos, como o Estreito de Ormuz, controlado pelo Irã. Anthony Cordesman, pesquisador do Center for Strategic and International Studies em Washington, D.C., alertou em 2006, por exemplo: "pode ser necessário apenas um único ataque assimétrico ou convencional a um campo petrolífero saudita em Ghawar ou a petroleiros no Estreito de Ormuz, para mergulhar o mercado numa espiral descendente".
Novas ameaças à segurança energética surgiram sob a forma de uma maior concorrência global pelos recursos energéticos devido à aceleração da industrialização em países como a Índia e a China, bem como como pelo resultado do aquecimento global. O aumento da concorrência pelos recursos energéticos também pode levar à formação de pactos de segurança para permitir a distribuição equitativa de petróleo e gás entre as grandes potências. No entanto, isto pode ocorrer à custa das economias menos desenvolvidas. O Grupo dos Cinco, o precursor do G8, reuniu-se pela primeira vez em 1975 para coordenar as políticas econômicas e energéticas após o primeiro choque petrolífero de 1973, o aumento da inflação e uma desaceleração econômica global. Durante a cúpula da OTAN em Bucareste, em 2008, falou-se em utilizar a aliança militar "como um instrumento de segurança energética". Uma possibilidade seria colocar tropas na região do Cáucaso, para monitorar oleodutos e gasodutos.

## Segurança a longo prazo
As medidas a longo prazo para aumentar a segurança energética concentram-se na redução da dependência de qualquer fonte de energia importada, no aumento do número de fornecedores, na exploração de combustíveis fósseis ou de energias renováveis no seu próprio território e na redução da procura global através de medidas de economia de energia. Isto também pode envolver a conclusão de acordos internacionais para sustentar as relações comerciais internacionais de energia, como o Tratado da Carta Europeia da Energia.
O impacto do primeiro choque petrolífero e a emergência do cartel da OPEP foi um passo crucial que levou determinados países a aumentar a sua segurança energética. O Japão, quase totalmente dependente do petróleo importado, introduziu gradualmente a utilização de gás natural, energia nuclear, transportes públicos de alta velocidade e implementou medidas de economia de energia. O Reino Unido, por seu lado, está começando a explorar regiões petrolíferas no Mar do Norte e tornou-se um exportador líquido de energia na década de 2000.
Noutros países, a segurança energética continua a ser uma prioridade menor. Os Estados Unidos, por exemplo, continuaram a aumentar a sua dependência do petróleo importado, embora, após o aumento dos preços do petróleo desde 2003, o desenvolvimento de biocombustíveis tenha sido sugerido como forma de remediar a situação.
O aumento da segurança energética é também uma das razões para o bloqueio do aumento das importações de gás natural na Suécia. Em vez disso, está sendo considerado um maior investimento em tecnologias nativas de energias renováveis e na conservação de energia. A Índia tentou desenvolver grandemente o seu petróleo interno para reduzir a sua dependência da OPEP, enquanto a Islândia planeja tornar-se independente em termos energéticos até 2050, através da utilização de energia 100% renovável.

## Segurança de curto prazo

### Petróleo

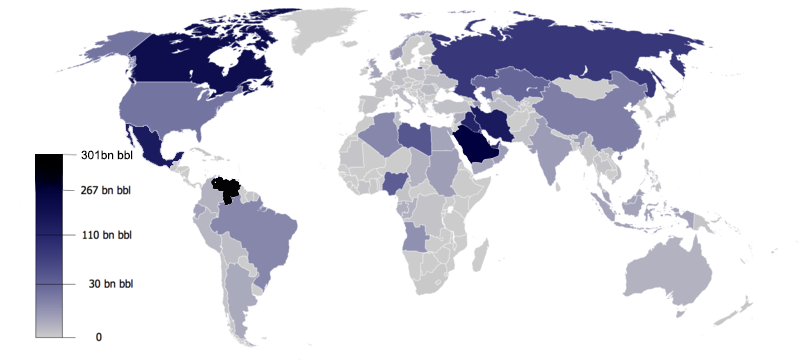
Reservas mundiais de petróleo em 2013, de acordo com a OPEP.

Com tantos poços de petróleo localizados ao redor do mundo, a segurança energética se tornou uma questão importante para garantir a segurança do petróleo extraído. No Oriente Médio, os campos de petróleo estão se tornando os principais alvos de sabotagem devido à grande dependência mundial de petróleo. Muitos países mantêm reservas estratégicas de petróleo como um amortecedor contra os impactos econômicos e políticos de uma crise energética. Os 28 membros da Agência Internacional de Energia, por exemplo, mantém pelo menos 90 dias de suas importações de petróleo.
O valor destas reservas foi demonstrado pela relativa ausência de perturbações causadas pelo conflito energético russo-bielorrusso de 2007, quando a Rússia reduziu indiretamente suas exportações para vários países da União Europeia.

### Gás natural
consulté le=2021-07-19

Lista de países por reservas comprovadas de gás natural, de acordo com The World Factbook, 2014.

Em comparação com o petróleo, a dependência do gás natural importado cria maiores vulnerabilidades a curto prazo para os países europeus. Os conflitos de gás entre a Ucrânia e a Rússia de 2006 e 2009 são exemplos flagrantes. Muitos países europeus experimentaram então uma queda imediata no fornecimento de gás russo durante este conflito pelo gás russo-ucraniano.
Composto principalmente por metano, o gás natural é produzido por dois métodos: biogênico e termogênico. O gás biogênico vem de organismos metanogênicos localizados em pântanos e aterros sanitários, enquanto o gás termogênico vem da decomposição anaeróbica de matéria orgânica nas profundezas da superfície da Terra. Rússia, Estados Unidos e Arábia Saudita são os três principais países produtores.
Um dos maiores problemas enfrentados pelos fornecedores de gás natural hoje é a capacidade de armazená-lo e transportá-lo. Com sua baixa densidade, é difícil construir gasodutos suficientes na América do Norte para transportar gás natural suficiente para atender à demanda. Esses gasodutos estão se aproximando da capacidade máxima, e não há projetos no curto prazo capazes de aumentar essa capacidade.
Na União Europeia, a segurança do abastecimento de gás está protegida pelo Regulamento 2017/1938, de 25 de outubro de 2017, que diz respeito às "medidas para salvaguardar a segurança do abastecimento de gás" e substituiu o anterior regulamento 994/2010 sobre o mesmo assunto. A política da UE baseia-se numa série de agrupamentos regionais, numa rede de avaliações conjuntas dos riscos para a segurança do gás e num "mecanismo de solidariedade", que seria ativado no caso de uma crise significativa no abastecimento de gás.
Um acordo de solidariedade bilateral também foi assinado entre a Alemanha e a Dinamarca em 14 de dezembro de 2020.
Um projeto de Acordo de Comércio e Cooperação Reino Unido-UE "prevê um novo conjunto de disposições para a cooperação técnica ampliada... em particular em relação à segurança do abastecimento".

### Energia nuclear

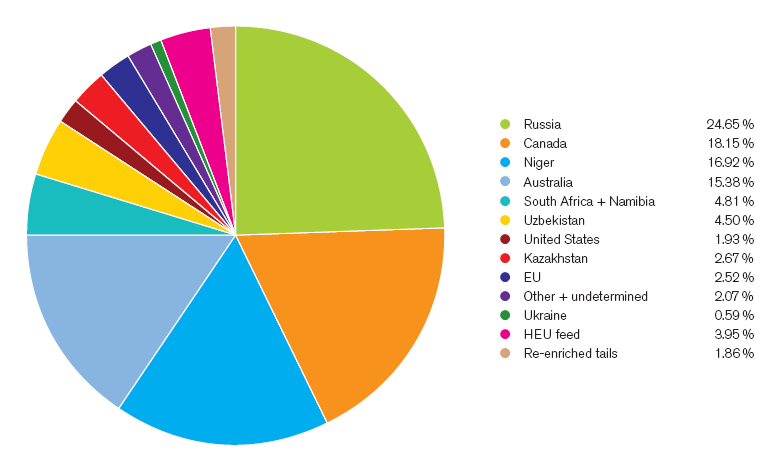
Fontes de urânio reservadas na União Europeia em 2007, de acordo com o relatório da Agência de Aprovisionamento da Euratom.

O urânio para energia nuclear é extraído e enriquecido em países diversos e "estáveis". Estes incluem o Canadá (23% do total mundial em 2007), a Austrália (21%), o Cazaquistão (16%) e mais de 10 outros países. O urânio é extraído e o combustível fabricado bem antes da necessidade. O combustível nuclear é considerado por alguns como uma fonte de energia relativamente confiável, sendo mais difundido na crosta terrestre do que o estanho, o mercúrio ou a prata, embora haja debate sobre o momento de um pico máximo no urânio.
A energia nuclear reduz as emissões de dióxido de carbono. Permanece controversa devido aos riscos que lhe estão associados e à gestão dos resíduos produzidos. Outro fator no debate sobre a energia nuclear é que muitas pessoas ou empresas simplesmente não querem uma central nuclear ou resíduos radioativos perto delas.
Em 2012, a energia nuclear forneceu 13% do total da eletricidade global, em comparação com 10% em 2021.

### Energia renovável

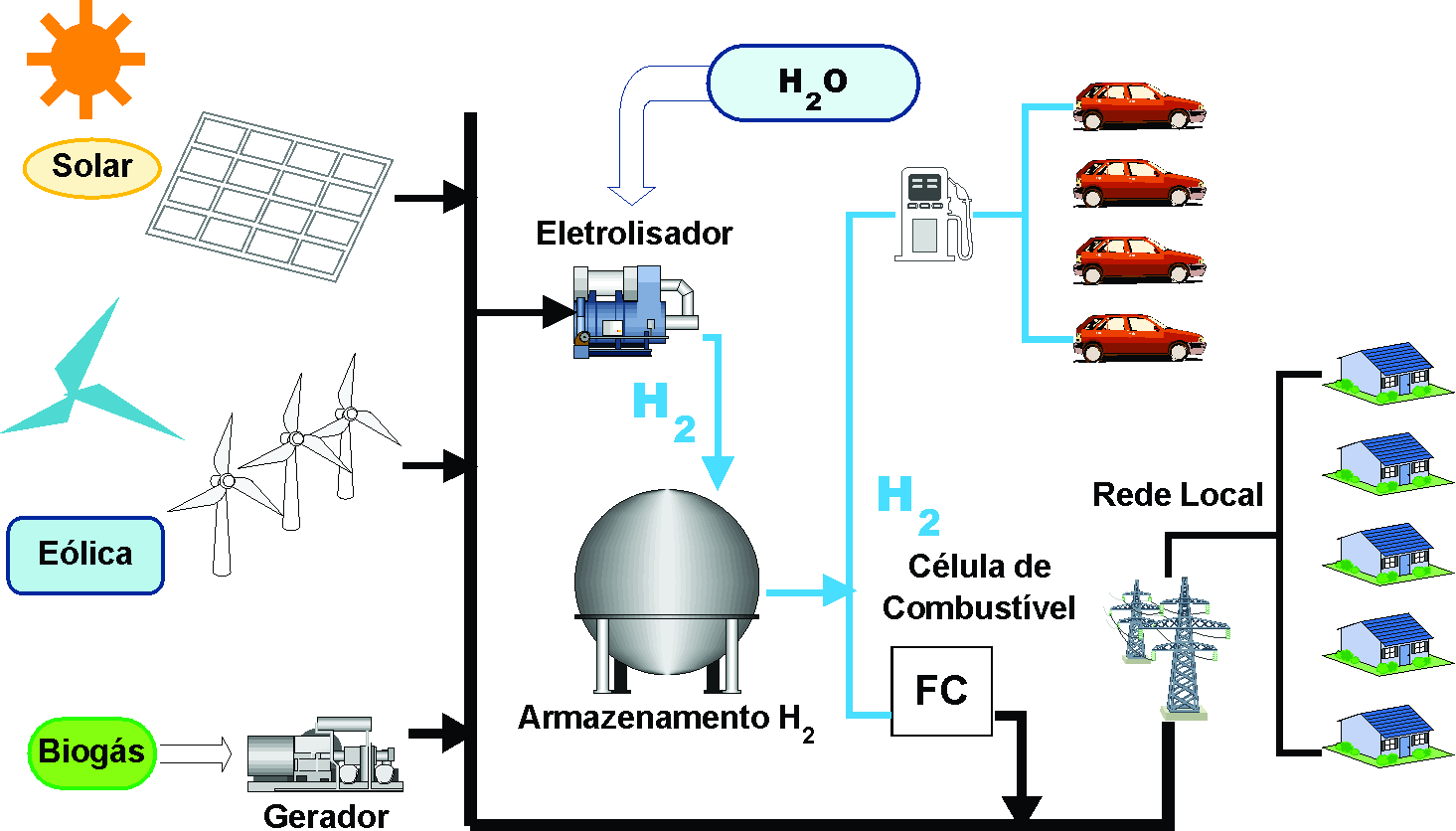
Utilização do hidrogênio proveniente de fontes renováveis de energia.

A implantação de energias renováveis aumenta geralmente a diversidade das fontes de eletricidade e, através da produção local, contribui para a flexibilidade do sistema e a sua resiliência aos choques. Para os países onde a crescente dependência do gás importado é uma questão significativa de segurança energética, as energias renováveis podem fornecer fontes alternativas de energia elétrica, bem como deslocar a procura de eletricidade através da produção direta de calor. Os biocombustíveis renováveis para os transportes também representam uma fonte essencial de diversificação em comparação com os produtos petrolíferos.
Novos tipos de energia, incluindo solar, geotérmica, hidrelétrica, eólica e hidrogênio verde, estão ajudando a fazer a transição, já que os combustíveis fósseis estão acabando ou devem ter seu uso limitado devido ao aquecimento global. Por exemplo, a quantidade de energia solar que atinge a Terra em uma hora, é teoricamente suficiente para abastecer o mundo inteiro por um ano. Com o aumento do uso de painéis solares por todo o mundo, reduz-se um pouco a necessidade de produzir mais petróleo.